# Xinzha (sockenhuvudort i Kina, Jiangsu Sheng, lat 31,82, long 119,89)
Xinzha (kinesiska: 新闸, 新闸街道) är en sockenhuvudort i Kina. Den ligger i provinsen Jiangsu, i den östra delen av landet, omkring 110 kilometer öster om provinshuvudstaden Nanjing. Antalet invånare är 33 278. Befolkningen består av 15 156 kvinnor och 18 122 män. Barn under 15 år utgör 10,0 %, vuxna 15-64 år 82 %, och äldre över 65 år 7,0 %.
Runt Xinzha är det tätbefolkat, med 982 invånare per kvadratkilometer. Närmaste större samhälle är Changzhou, 7,8 km sydost om Xinzha. Runt Xinzha är det i huvudsak tätbebyggt.
Genomsnittlig årsnederbörd är 1 525 millimeter. Den regnigaste månaden är juli, med i genomsnitt 289 mm nederbörd, och den torraste är januari, med 43 mm nederbörd.